# Leobaldo Pereira
Leobaldo Pereira, né le 31 juillet 1972 à Martí (Cuba), est un céiste cubain. 

## Carrière
Leobaldo Pereira participe aux Jeux olympiques de 2000 à Sydney et remporte la médaille d'argent dans l'épreuve du C2-1000m avec son coéquipier Ibrahim Rojas Blanco.